# Veriakouchi
Veriakouchi (Веря́куши) est un village de Russie situé dans l'arrondissement de Diveïevo de l'oblast de Nijni Novgorod, siège administratif du conseil rural de Veriakouchi.

## Géographie
Le village se trouve à 27 km au nord-est de Diveïevo sur le côté gauche de la route Arzamas-Diveïevo. Il est relié par des routes au nord-ouest à l'autoroute Arzamas-Diveevo (1 km), à l'est à la route menant au village d'Itchalovo (4 km), par une petite voie au sud au village de Dernovka (5 km). Le village possède un étang. Il est entouré de tous côtés par des bosquets de feuillus. Les sols de la région du village sont relativement fertiles et appartiennent à la catégorie des steppes forestières

## Histoire
Le village de Veriakouchi s'est formé au milieu du XVIe siècle sur des terres mordves et a été peuplé progressivement de Russes. Son nom proviendrait de la langue mordve veria (forêt) et koujo (clairière).
Dans les Actes locaux de 1578-1618, il est fait mention dans une note du 30 juillet 1606 du village de Veriakouchi comme disposant d'une église orthodoxe consacrée à saint Nicolas. En 1620, il y a 31 foyers de paysans aisés, 31 foyers de paysans sans terre et 3 foyers d'ecclésiastiques. L'église dispose de dix cellules pour abriter les miséreux. Au milieu du XIXe siècle, le village compte 428 habitants et 589 en 1897. Il fait partie de l'ouïezd d'Ardatov du gouvernement de Nijni Novgorod.
Avant l'abolition du servage, le village et ses terres appartenaient à cinq familles de propriétaires terriens (les Kikine, Likhoutine, Makarov, Priklonski et les Chtcherbakov). Elles ont donné 428 déciatines aux paysans en 1861 organisés en cinq associations (d'après les domaines des anciens propriétaires). Il y avait aussi avant 1914 huit propriétaires particuliers.
L'église est reconstruite en pierre en 1856 et dédiée à l'Intercession de la Mère de Dieu. Elle dispose d'une école paroissiale depuis 1860. L'école de zemtsvo ouvre en plus en 1897 avec une quarantaine d'écoliers et disposant d'une bibliothèque.
Le conseil (soviet) rural est formé à la fin de l'année 1918. Le pouvoir soviétique ouvre une unité de production de feutre qui s'installe dans l'ancien manoir des Kikine avec l'administration du kolkhoze. L'édifice brûle en 1930 avec une quinzaine de maisons du village. Le kolkhoze de Veriakouchi est tourné vers la production de viande et de lait avec l'élevage de bétail.

## Monument de la nature
Une plante rare, Corydalis marschalliana (du genre Corydalis), pousse sur les terres de Veriakouchi. Cette espèce est inscrite au livre rouge et il est question d'organiser une zone spécialement protégée. De plus il y a une forêt de chênes remarquable et un étang. Enfin le parc du manoir disparu des Kikine est visible.

## Personnalités nées à Veriakouchi
- Andreï Kikine (1898-1963), sculpteur